# Elecciones al Parlamento Europeo de 1979
Las elecciones al Parlamento Europeo de 1979 fueron las primeras elecciones parlamentarias europeas celebradas en todos los 9 (en el momento) Estados miembros de la Unión Europea. Fueron las primeras elecciones europeas que se celebraron, permitiendo que los ciudadanos eligieran a 410 diputados al Parlamento Europeo, y también fue la primera elección internacional en la historia.
Los escaños en el Parlamento habían sido asignados a los Estados según su población, y en algunos casos se habían dividido en grupos.
Pese a que los socialdemócratas ganaron las elecciones, no fueron capaces de establecer una mayoría de Gobierno. Alcanzó el poder una coalición de democristianos, conservadores y liberales.

## Antecedentes
El Tratado de Roma que estableció las Comunidades especifica que el Parlamento Europeo debe ser elegido por sufragio universal mediante un común sistema de votación. El Consejo de la Unión Europea fue responsable de la creación de las elecciones pero se había demorado. Como medida provisional, los miembros fueron nombrados para el Parlamento por los Estados miembros de sus propios parlamentos nacionales, como lo habían hecho desde la Asamblea común. El Parlamento no estaba contento con esto y amenazó con tomar el Consejo al Tribunal de Justicia Europeo. El Consejo finalmente accedió a las elecciones y las primeras elecciones al Parlamento Europeo se celebraron en 1979, después se hubieran presentado propuestas a mediados de 1970. La cuestión de un método de votación común ha quedado sin definir, e incluso hasta el día de la votación los métodos varían de Estado a Estado, aunque todos han utilizado alguna forma de representación proporcional a partir de 1999.

## Campaña

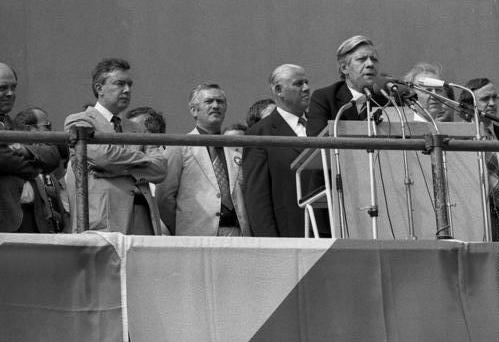
Helmut Schmidt en la campaña electoral en 1979.

Las campañas variaron. El ex canciller alemán, el socialdemócrata Willy Brandt tuvo una campaña internacional para Francia, Italia, Luxemburgo y los Países Bajos para impulsar el grupo socialista. Por otra parte, el ex primer ministro de Francia, Jacques Chirac utilizó la elección para medir su popularidad en contra del entonces presidente de Francia Valéry Giscard d'Estaing, en previsión de una candidatura a la presidencia en 1981.

## Elección
En junio, los 410 miembros fueron elegidos por sufragio universal. En ese momento no había reglas sobre el sistema de elección que se utilizaría. El Reino Unido utilizó un sistema de votación de pluralidad de múltiples pequeñas circunscripciones en Inglaterra, Gales y Escocia, pero los demás Estados miembros se utilizaron la representación proporcional para un menor número de distritos electorales más grandes (por lo general el mismo Estado miembro como una sola circunscripción), aunque con diferentes métodos de asignación de escaños.
El electorado se interesó poco, pero la media del número de votantes fue del 63%. La menor asistencia fue en el Reino Unido con el 32,2%: todos los demás estaban por encima del 50%, aparte de Dinamarca. Aparte de Bélgica y Luxemburgo, donde el voto es obligatorio, la mayor participación fue en Italia con el 84,9%.

## Resultados finales
Los partidos socialistas que trabajaron juntos bajo el Partido de los Socialistas Europeos ganaron la mayoría de escaños: el grupo Socialista resultante tenía 113 diputados. Los partidos demócrata-cristianos unidos en el paneuropeo Partido Popular Europeo ocuparon el segundo lugar, teniendo 107 diputados. La tercera fuerza más grande eran los conservadores Demócratas Europeos con 64, seguidos por los comunistas con 44. Los liberales demócratas tenían 40 escaños, aunque su candidato fue elegido presidente.
Los grupos formados fueron coaliciones sueltas sobre la base de los grupos fundados en los años anteriores, pero pronto se convirtieron en la base para los partidos políticos europeos modernos.
| Distribución nacional de escaños | Distribución nacional de escaños | Distribución nacional de escaños | Distribución nacional de escaños |
| Estado                           | Escaños                          | Estado                           | Escaños                          |
| -------------------------------- | -------------------------------- | -------------------------------- | -------------------------------- |
| Francia                          | 81                               | Alemania Occidental              | 81                               |
| Italia                           | 81                               | Reino Unido                      | 81                               |
| Países Bajos                     | 25                               | Bélgica                          | 24                               |
| Dinamarca                        | 16                               | Irlanda                          | 15                               |
| Luxemburgo                       | 6                                |                                  |                                  |

| Resultados finales | Resultados finales | Resultados finales              | Resultados finales                          | Resultados finales | Resultados finales | Resultados finales |
| Grupo              | Grupo              | Descripción                     | Líder                                       | Miembros           | Miembros           | Miembros           |
| ------------------ | ------------------ | ------------------------------- | ------------------------------------------- | ------------------ | ------------------ | ------------------ |
|                    | SOC                | Socialdemócratas                | Ernest Glinne                               | 113                |                    |                    |
|                    | EPP                | Democristianos                  | Egon Klepsch                                | 107                |                    |                    |
|                    | ED                 | Conservadores                   | James Scott-Hopkins                         | 64                 |                    |                    |
|                    | COM                | Comunistas y Ultraizquierdistas | Giorgio Amendola                            | 44                 |                    |                    |
|                    | LD                 | Liberales                       | Martin Bangemann                            | 40                 |                    |                    |
|                    | EPD                | Conservadurismo nacionalista    | Christian de La Malène                      | 22                 |                    |                    |
|                    | CDI                | Heterogéneos                    | Marco Pannella Neil Blaney Jens-Peter Bonde | 11                 |                    |                    |
|                    | NI                 | Independientes                  | ninguno                                     | 9                  | Total: 410         | Fuentes:           |

## Post-elección

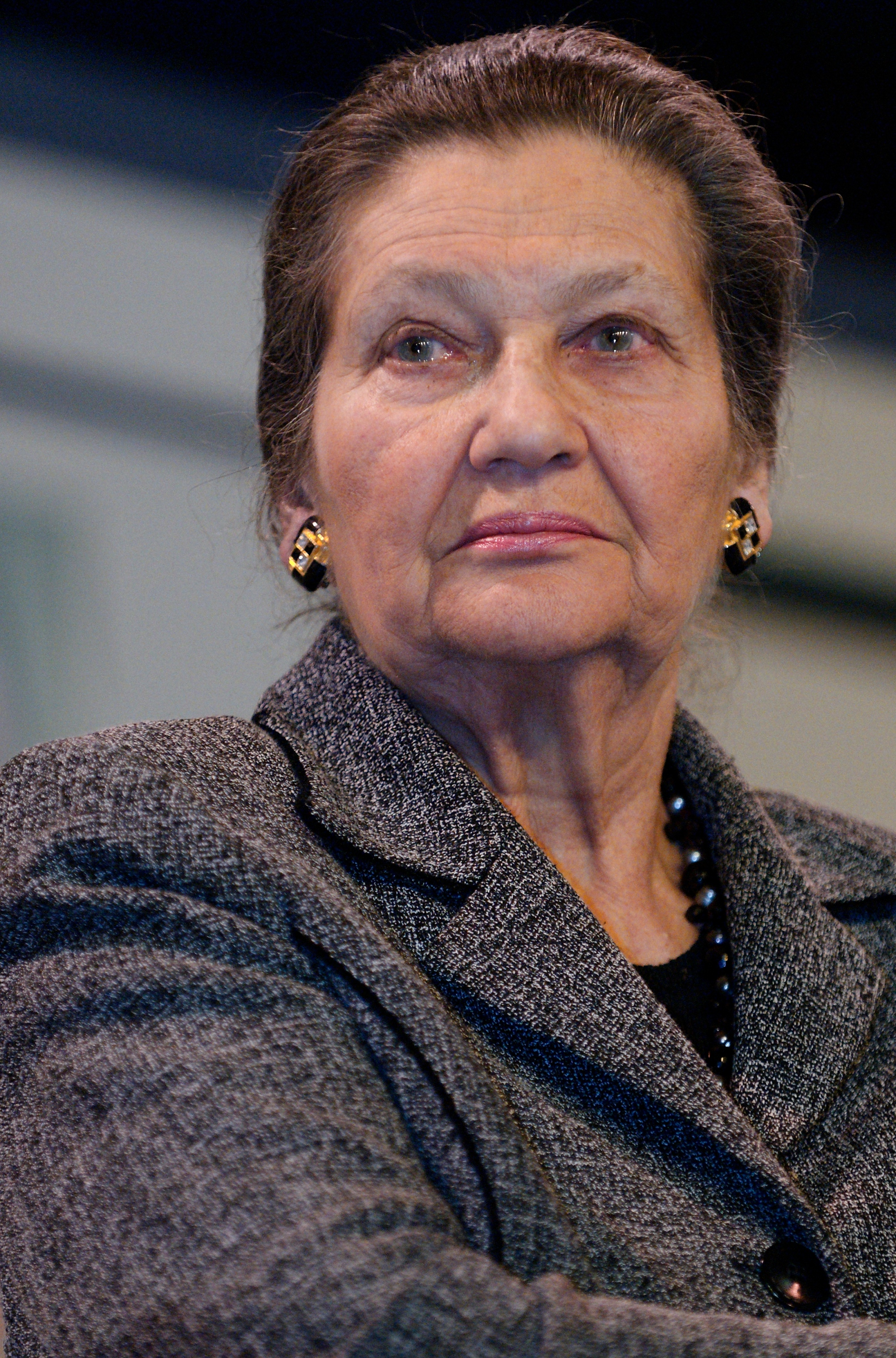
Simone Veil, elegida como la primera mujer presidenta del Parlamento.

Louise Weiss, que contaba con 86 años en el momento, se convirtió en la miembro más antigua del Parlamento y, por tanto, presidió la cámara, mientras que la elección del presidente se llevó a cabo (julio de 1979). Antes de que eso pudiera ocurrir, sin embargo, de inmediato se tuvo que lidiar con Ian Paisley MEP que, en el primer discurso de la sesión, se quejó de que la bandera británica fuera del edificio estaba volando al revés. Se trata de la interrupción rápida. El enfrentamiento fue visto como uno de sus mejores momentos y más tarde confesó que, como una abuela, estaba acostumbrada a tratar con "jóvenes recalcitrantes". 
Había cinco candidatos a presidente del Parlamento Europeo: Giorgio Amendola, comunista italiano, Emma Bonino, italiana independiente, Christian de La Malène, francés Progresista Demócrata, Simone Veil, liberal francesa, y Mario Zagari, socialista italiano.
En la primera votación, Veil consiguió 183 de los 380 votos emitidos - ocho menos que la mayoría absoluta necesaria. El siguiente competidor más cercano era Zagari con 118 votos, a continuación, Amendola con 44, de la Malène con 26 y Bonino con 9. Bonino y de la Malène abandonaron sus candidaturas y Veil aseguró una mayoría absoluta en la segunda votación, con 192 de los 377 votos emitidos (Zagari ganó 128 y Amendola 47). Veil fue elegido como la primera presidenta del Parlamento elegida, y la primera mujer presidenta del Parlamento desde que fue fundada en 1952. 
Fueron elegidos como Vicepresidentes: Danielle De March, Basil de Ferranti, Bruno Friedrich, Guido Gonella, Gérard Jacquet, Hans Katzer, Poul Møller, Pierre Pflimlin, Bríd Rodgers, Marcel Albert Vandewiele, Anne Vondeling y Mario Zagari. 
Anteriormente, el Parlamento era una asamblea consultiva débil, cuyos miembros eran a tiempo parcial. Con las elecciones el nuevo cuerpo de diputados eran a tiempo completo, enérgicos y más diversos. Tan pronto como se estableció el Parlamento la "vieja guardia" de los partidos más grandes trataron de levantar la barra a un grupo político del Parlamento Europeo que podría formarse (el estado dio apoyo financiero y la representación en los comités). Este movimiento fue bloqueado rápidamente por grupos más pequeños que trabajan juntos. Los lazos formados en este momento sentaron las bases del llamado Grupo Arcoiris: una alianza de izquierdas y defensores de la Política verde que más tarde se convirtió en el de grupo Grupo de Los Verdes / Alianza Libre Europea.